# Klinikum Landkreis Tuttlingen
Das Klinikum Landkreis Tuttlingen ist ein Krankenhaus der Grund- und Regelversorgung im Landkreis Tuttlingen. Träger ist der Landkreis Tuttlingen. Das Klinikum besitzt 11 Fachabteilungen mit insgesamt 324 stationären Betten und rund 950 Mitarbeitern. Das Klinikum ist ein akademisches Lehrkrankenhaus der Klinik der Albert-Ludwigs-Universität Freiburg. Tuttlingen ist ein Zentrum der Medizintechnik, daher arbeiten alle Abteilungen des Klinikums Landkreis Tuttlingen eng mit lokalen Kooperationspartnern zusammen. Geschäftsführer ist Sebastian Freytag.

## Geschichte
Eine Kindsklause wurde 1320 erstmals schriftlich erwähnt. 1528 bekam Tuttlingen ein „Armenleut-Haus“. Erst 1830 richtete man im Katharinenhospital fünf Krankenbetten ein. 1846 wurde eine gesonderte Krankenanstalt innerhalb dieses Altenheims geschaffen. Aufgrund ständiger Überlastung wurde diese 1866 in ein eigenes Gebäude auf dem Steinwasen an der Neuhauser Straße verlagert. Die Patienten waren größtenteils Mitglieder der Dienstbotenkasse, einer Krankenversicherung für Dienstboten und Lehrlinge. Trotz einer Steigerung der Bettenzahl auf 37 im Jahr 1900 war das Krankenhaus bei zum damaligen Zeitpunkt 50.000 Einwohnern des Landkreises stets überbelegt. Das Trossinger Krankenhaus hatte weitere 25 Betten, in Spaichingen konnten 30 Patienten stationär aufgenommen werden.

### Bezirkskrankenhaus Tuttlingen
Für eine grundlegende Verbesserung der Gesundheitsversorgung begannen deshalb 1907 die Bauarbeiten für ein Bezirkskrankenhaus auf dem Leutenberg – dem Standort des heutigen Gesundheitszentrums Tuttlingen. 1909 wurde das Gebäude mit 70 Betten in Betrieb genommen. 1930 wurden eine Sonderabteilung für Hals-, Nasen- und Ohrenerkrankungen und 1932 eine Innere Abteilung eröffnet. Es wurden 1,85 Millionen Reichsmark in die Erweiterung des Gebäudes investiert, sodass das Bezirkskrankenhaus fortan über 200 Betten verfügte. 1945 wurde das Gebäude von der französischen Besatzungsmacht beschlagnahmt, die hier ein Feldlazarett einrichtete. Ärzte und Pflegepersonal mussten mit den deutschen Patienten in die heutige Karlschule umziehen. Nach einiger Zeit wurden einzelne Abteilungen in Häusern entlang der Neuhauser Straße Richtung Donau untergebracht.
In den 1950er und 1960er Jahren wurde das Kreiskrankenhaus im Inneren erneuert mit einer Erhöhung der Bettenzahl auf 300 Betten. 1967 wurde ein Schwesternwohnheim eingeweiht, Ende der 1960er Jahre wurde der Operationstrakt erweitert. Zwischen 1977 und 1992 fand eine Generalsanierung in drei Bauabschnitten statt mit Investitionen von fast  100 Millionen DM statt. 2001 wurde das Kreiskrankenhaus Tuttlingen in „Kreisklinik Tuttlingen“ umbenannt.

### Entwicklung der Spaichinger Klinik
Nach Planungsarbeiten ab Dezember 1963 erfolgte der Baubeginn des Spaichinger Klinikums im April 1965. Nach seiner Fertigstellung verfügte das Krankenhaus über je 57 Betten in der chirurgischen und in der inneren Abteilung sowie über 18 Betten in der gynäkologischen Abteilung. Schon nach wenigen Jahren traten Engpässe in der gynäkologischen Abteilung auf, weshalb eine Erweiterung durch Schaffung einer Station im Wohnbereich der Ordensschwestern erfolgte. Die Franziskanerinnen-Ordensschwestern aus dem Kloster Reute stellten sich seit der Errichtung des ersten Krankenhauses in Spaichingen in den Dienst der Gesundheitspflege. Im Jahre 1983 kam eine neue Intensivüberwachungseinheit sowie die Einrichtung einer zentralen fachärztlichen Anästhesieversorgung hinzu. Es folgten im Laufe der Jahre umfangreiche Sanierungs- und Modernisierungsmaßnahmen.

### Zusammenlegung zum Klinikum Landkreis Tuttlingen
Zum 1. Januar 2005 erfolgte die Zusammenlegung der beiden bis dahin eigenständigen Kreiskliniken Tuttlingen und Spaichingen zu einem gemeinsamen Klinikum mit zwei Standorten unter dem Namen „Klinikum Landkreis Tuttlingen“.
Das Klinikum Landkreis Tuttlingen verfügt an seinen beiden Standorten neben den klassischen klinischen Bereichen auch über Tageskliniken, Praxen, Pflegeeinrichtungen sowie Fort- und Weiterbildungseinrichtungen. Leistungen können ambulant, teilstationär oder stationär erbracht werden. Das Klinikum ist als regionales Gesundheitszentrum Vorreiter einer sektor- und fachübergreifenden Behandlung, einer sogenannten integrierten Versorgung.

## Fachabteilungen
Das Gesundheitszentrum Tuttlingen verfügt über drei Medizinische Kliniken, die Medizinische Klinik I ist auf den Bereich Kardiologie spezialisiert und mit einem Linksherzkathetermessplatz ausgestattet. Die Medizinische Klinik II ist auf den Bereich Gastroenterologie spezialisiert. Hier ist das Diabeteszentrum angesiedelt. Die Medizinischen Klinik III ist auch der Fachbereich Altersmedizin (Geriatrie) spezialisiert und verfügt auch über eine telemedizinisch vernetzte Schlaganfallstation. Am Gesundheitszentrum Tuttlingen befindet sich außerdem die Zentrale Notaufnahme und Intensivstation, welche der Klinik für Anästhesie und Intensivmedizin zugeordnet ist. Als chirurgische Abteilungen gibt es die Klinik für Allgemein- und Viszeralchirurgie und die Klinik für Unfallchirurgie und Orthopädie. Außerdem besitzt das Klinikum eine Klinik für interdisziplinäre Schmerztherapie und eine Klinik für Plastische-, Ästhetische-, Hand- und Wiederherstellungschirurgie. Eine Klinik für Frauenheilkunde und Geburtshilfe mit Brustzentrum, Kreißsälen und Mutter-Kind-Station befindet sich ebenfalls im Haus. Das Klinikum Landkreis Tuttlingen ist als Babyfreundliches Krankenhaus zertifiziert. Außerdem befindet sich am Gesundheitszentrum Spaichingen das Zentrum für Ambulantes Operieren (ZAO).
In beiden Krankenhäusern befinden sich weitere kooperierende Praxen. Im Gesundheitszentrum Tuttlingen sind eine Augenarztpraxis, ein Mammographie-Screening-Zentrum, eine radiologische Praxis, eine nuklearmedizinische Praxis, eine onkologische Praxis, ein Dialyseinstitut und eine neurochirurgische Praxis angesiedelt. Im Gesundheitszentrum Spaichingen befinden sich eine Hautarztpraxis, ein Schlaflabor und eine Zweigpraxis des Augenzentrums am Gesundheitszentrum Tuttlingen.
2009 bekam Tuttlingen einen modernen Hubschrauberlandeplatz. Die Helikopter Christoph 11, Christoph 54 und Christoph 45 verbinden das Klinikum mit den Standorten Villingen-Schwenningen, Freiburg und Friedrichshafen. Zudem werden die Standorte Ulm sowie Basel und St. Gallen angeflogen.

### Spezialisierungen und Zertifizierungen
Darüber hinaus hat sich das Klinikum in folgenden Fachgebieten spezialisiert:
- Brustzentrum: seit 2004 ist das Klinikum Landkreis Tuttlingen zertifiziertes Brustzentrum der Deutschen Krebsgesellschaft und der Deutschen Gesellschaft für Senologie
- KTQ: Das Klinikum Landkreis Tuttlingen ist seit dem Jahre 2003 KTQ zertifiziert. Im Jahr 2019 war eine erneute Rezertifizierung.
- Schlaganfallversorgung: Das Klinikum Landkreis Tuttlingen ist seit 2004 zertifiziertes Schlaganfallzentrum nach DIN EN 9001:2008. Hierzu wird eine Stroke Unit mit 4 Betten vorgehalten.
- Diabeteszentrum: Das Diabeteszentrum wurde erfolgreich rezertifiziert.
- Traumanetzwerk: Das Klinikum Landkreis Tuttlingen ist Mitglied des Traumanetzwerkes Schwarzwald-Bodensee und wurde 2010 zertifiziert.
- Babyfreundliches Krankenhaus: Das Klinikum Landkreis Tuttlingen ist von der Weltgesundheitsorganisation (WHO) und UNICEF als „Babyfreundliches Krankenhaus“ ausgezeichnet worden.
- Qualifizierte Schmerztherapie: Das Klinikum Landkreis Tuttingen hat im März 2009 für seine beiden Gesundheitszentren in Spaichingen und Tuttlingen als 22. Krankenhaus bundesweit und 4. Krankenhaus in Baden-Württemberg die Zertifizierung „Certkom – Qualifizierte Schmerztherapie“ erhalten.
- Kardiologie: 2008 wurde am Gesundheitszentrum Tuttlingen ein Linksherzkathetermessplatz in Betrieb genommen.
- Als Arbeitgeber wurde das Klinikum für die Vereinbarkeit von Beruf und Familie sowie als Gesundes Unternehmen zertifiziert.
- Pflegezentrum Kurzzeitpflege: In der Kurzzeitpflege bietet das Klinikum Landkreis Tuttlingen die Möglichkeit, pflegebedürftige Menschen vorübergehend aufzunehmen
- Hostel: Das „Hostel“-Angebot richtet sich an Patienten, die nach einer ambulanten Operation noch nicht fit genug für den Alltag zu Hause sind und sich im sicheren Umfeld des Krankenhauses wissen wollen, bis sie den Alltag zu Hause wieder selbständig bewältigen können.

### Medizinisches Versorgungszentrum (MVZ)
Ein Medizinisches Versorgungszentren mit Praxen verschiedener Fachrichtungen wird in Spaichingen und Trossingen als Tochtergesellschaft des Klinikums betrieben.

## Ausbildung
Das Klinikum Landkreis Tuttlingen bildet laufend Pflegefachkräfte, Medizinische Fachangestellte, Operationstechnische Assistenten und Anästhesietechnische Assistenten aus. Weitere Ausbildungsberufe sind Kaufmann für Büromanagement, Medizinisch-Technischer Laboratoriumsassistent, Erzieher, Fachinformatiker und das Studium im Fach Hebammenwissenschaft.